# 金鶴烈

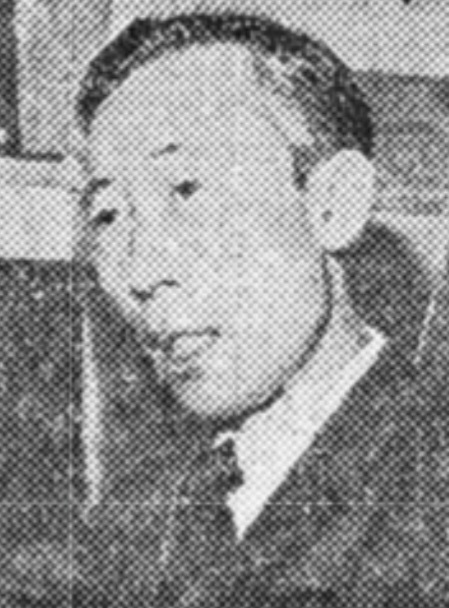
1971年

金 鶴烈（キム・ハンニョル、朝鮮語: 김학렬、1923年1月1日 - 1972年3月21日）は、大韓民国の官僚。第3代経済企画院次官、第22代財務部（現・企画財政部）長官、第10代副総理、第10代経済企画院長官。
本貫は慶州金氏。キム・ハギョル（漢字同、김학열）という表記も見られる。

## 経歴
日本統治時代の慶尚南道固城郡出身。釜山商業学校、ウォンサン商業学校、中央大学卒。1950年に第1回高等考試行政科外務職に合格し、1952年にはミズーリ大学とアクロン大学大学院で経済学を専攻した。帰国後に財務部司税局長・予算局長、経済企画院調整官・副院長補（1962年）・次官（1963年12月17日〜1966年9月26日）、大統領首席政務秘書官を務めた。1966年9月26日から1966年12月27日までは第22代財務部（現・企画財政部）長官を務めた。1969年には浦項総合製鉄所の建設事業のため日本から経済協力資金を受けることを成功させた。同年6月3日から1972年1月4日までは第10代副総理、第10代経済企画院長官を務めた。
1972年に膵臓癌によりソウル市内の自宅で死去。享年49。